# Vira (Pirenei Orientali)
Vira è un comune francese di 35 abitanti situato nel dipartimento dei Pirenei Orientali nella regione dell'Occitania.

## Società

### Evoluzione demografica
Abitanti censiti